# Nöjespalatset (Kreml)

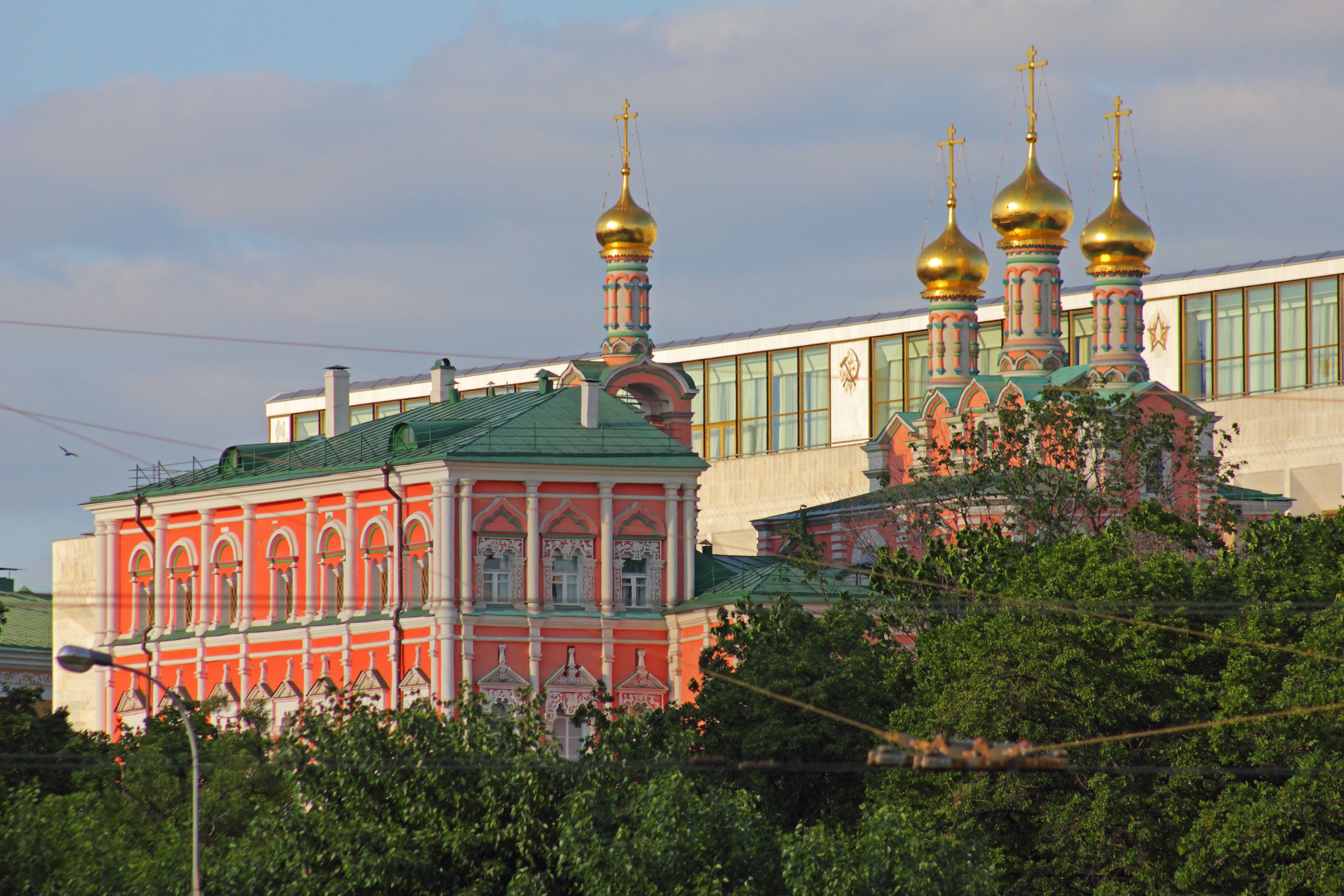
Nöjespalatset (Kreml)

Nöjespalatset är ett palats i Kreml i Moskva i Ryssland.
Byggnaden uppfördes för tsar Aleksej Michajlovitjs svärfar 1652, och blev kunglig egendom 1668. Det användes för olika typer av underhållning av tsarhovet, så som teaterföreställningar, och kallades därför nöjespalatset. 